# Lukáš Daněk
Lukáš Daněk, né le 19 septembre 1997 à Jilemnice, est un coureur tchèque du combiné nordique.

## Biographie
Il fait ses débuts dans l'équipe nationale tchèque en 2014, où il prendre part aux Championnats du monde junior. Deux ans plus tard, il frôle le podium à deux reprises dans cette compétition avec deux quatrièmes places sur la course Gundersen + 5 kilomètres et l'épreuve par équipes.
Ensuite, il court sa première course dans la Coupe du monde à Schonach.
Il est médaillé de bronze à l'épreuve par équipes des Championnats du monde junior à Soldier Hollow, puis reçoit sa première sélection en championnat du monde sénior à Lahti.
Il participe aux Jeux olympiques d'hiver 2018, où il est 46e en individuel (grand tremplin) et 7e par équipes. 
En 2019, alors qu'il se retrouve trois fois dans le top en Coupe continentale à Park City, il se classe 35e et 39e en individuel aux Championnats du monde à Seefeld.

## Palmarès

### Jeux olympiques d'hiver
| Épreuve / Édition   | Individuel     | Individuel     | Par équipes Grand tremplin |
| Épreuve / Édition   | Petit tremplin | Grand tremplin | Par équipes Grand tremplin |
| JO 2018 Pyeongchang | Disqualifié    | 46e            | 7e                         |
| JO 2022 Pékin       | 21e            | 30e            | 7e                         |

### Championnats du monde
| Épreuve / Édition             | Épreuve / Édition             | Lahti 2017 | Seefeld 2019 | Oberstdorf 2021 |
| ----------------------------- | ----------------------------- | ---------- | ------------ | --------------- |
| Gundersen                     | PT                            | 50e        | 35e          | -               |
| Gundersen                     | GT                            | 49e        | 39e          | 36e             |
| Par équipes en petit tremplin | Par équipes en petit tremplin | -          | 9e           | 8e              |
| Sprint par équipes            | Sprint par équipes            | -          | -            | -               |

### Coupe du monde
- Meilleure performance individuelle : 35e.

### Championnats du monde junior
- Médaille de bronze par équipes en 2017.